# Die Frau ohne Schatten
La Femme sans ombre
Personnages
- L'Empereur, ténor
- L'Impératrice, soprano
- La Nourrice, mezzo-soprano
- Barak (le teinturier), baryton-basse
- Sa Femme (la teinturière), soprano

Die Frau ohne Schatten, en français La Femme sans ombre, est un opéra en trois actes de Richard Strauss, sur un livret de Hugo von Hofmannsthal, créé en 1919 à Vienne.

## Historique
Il a été créé le 10 octobre 1919 à l'Opéra de Vienne, avec Lotte Lehmann dans le rôle de la femme de Barak et Maria Jeritza dans celui de l'Impératrice, sous la direction de Franck Schalk, dans une mise en scène et des décors d'Alfred Roller, dont Strauss et Hofmannsthal ne furent pas satisfaits, « la nature “magique” et les extraordinaires difficultés de l'opéra » semblant avoir dépassé le metteur en scène.
Ces difficultés expliquent que l'opéra n'a pas été très souvent monté à ses débuts, en raison de l'obscurité supposée de son livret et de son « réel gigantisme : orchestre immense, et cinq voix hors classe ». Après l'avoir déjà repris à Vienne en 1943, à la fin de l'année 1955, le chef d'orchestre Karl Böhm l'inscrit au programme des galas de réouverture de l'Opéra de Vienne, dix ans après son bombardement, et le succès est tel que dans la foulée, il en réalise le premier enregistrement discographique pour Decca, avec Leonie Rysanek (l'Impératrice), Hans Hopf (l'Empereur), Christel Goltz (la Femme), Paul Schöffler (Barak), Elisabeth Höngen (la Nourrice). Herbert von Karajan s'attaque également à l’œuvre en la dirigeant, enregistrement à la clé en 1964, au Wiener Staatsoper, avec Jess Thomas, Leonie Rysanek, Grace Hoffman, Walter Kreppel, Walter Berry, Christa Ludwig, Lucia Popp, Fritz Wunderlich.
En France l'œuvre n'a été représentée qu'à partir de 1972.
Die Frau Ohne Schatten a connu un réel succès dans de nombreuses mises en scène et avec divers interprètes. Ainsi en est-il des représentations à l'Opéra de Paris Bastille en 2002 dans la mise en scène de Robert Wilson ou celles du théâtre de la Monnaie en 2005, dans la mise en scène de Matthew Jocelyn et les costumes de Christian Lacroix, données après 37 ans d'absence, avec deux Barak célèbres en alternance avec les barytons José van Dam et Jean-Philippe Lafont. L'opéra national du Capitole à Toulouse a également donné une série de représentations en 2006, dans la mise en scène de Nicolas Joël, reprise en janvier et février 2024.
Ces dernières années, la mise en scène de Krzysztof Warlikowski, créée à l'Opéra de Bavière en 2013 sous la direction de Kiril Petrenko est reprise régulièrement à Munich. Il en est de même pour celle de Claus Guth qui a donné plusieurs séries de représentations, notamment Londres au Royal Opera House en 2014 sous la direction de Semyon Bychkov, puis à Berlin au Staatsoper en 2017 sous la direction de Zubin Mehta. Celle de Vincent Huguet à l'Opéra de Vienne, sous la direction de Christian Thieleman, a permis également la révélation d'une très grande "teinturière", la soprano Nina Stemme, déjà consacrée par de nombreux critiques comme la meilleure Elektra de sa génération. Les  versions concert se sont également multipliées comme à la Philharmonie de Berlin en 2019 sous la direction de Vladimir Jurowski, au festival de Verbier la même année sous la direction de Valery Gergiev et au Théâtre des Champs Elysées en 2020 sous la direction de Yannick Nezet Seguin.
Outre la reprise de la mise en scène de Nicolas Joël à Toulouse début 2024, l'Opéra de Lyon a également donné une série de représentations en octobre 2023, dans la mise en scène de Mariusz Trelinski, sous la direction musicale de son directeur, Daniele Rustioni.

## Personnages
- L'Empereur, ténor
- L'Impératrice, soprano
- La Nourrice, mezzo-soprano
- Le teinturier Barak, baryton-basse - seul personnage à posséder un nom[16]
- Sa Femme (la teinturière), soprano
- Le Messager des Esprits, baryton
- Le Gardien du seuil du Temple, soprano
- La voix d'un jeune homme, ténor
- La voix du Faucon, soprano
- Une voix d'en haut, alto
- Les frères du teinturier :
  - Le Borgne, basse
  - Le Manchot, basse
  - Le Bossu, ténor
- Les Veilleurs, trois basses
- Les voix d'enfants / Les voix des enfants à naître : trois sopranos, trois altos
- Les Servantes, deux sopranos, alto
- Petits mendiants, Esprits serviteurs, Voix des Esprits

## Résumé
L'empereur des îles du sud-est a chassé une gazelle blanche qui s'est transformée en une belle femme sous ses yeux, à savoir la fille du roi fantôme Keikobad (d'après le souverain Key Qobad dans la mythologie persane). Il la désire et la prend pour épouse, mais parce que l'impératrice ne projette pas d'ombre, elle n'appartient pas pleinement au peuple, car l'ombre, la fertilité et l'empathie humaine sont une seule et même chose. À ses côtés, la nourrice, qui déteste tout ce qui est humain, aime l'impératrice par-dessus tout. L'infirmière rapporte à propos de l'empereur : « C'est un chasseur et un amant, sinon il n'est rien ! (...) Ses nuits sont ses jours, ses jours sont ses nuits. »

## Discographie sélective
(Sont indiqués dans l'ordre le chef, l'orchestre, l'Impératrice, l'Empereur, la Teinturière, Barak, la Nourrice)
- Karl Böhm, Orchestre philharmonique de Vienne, Leonie Rysanek, Hans Hopf, Christel Goltz, Paul Schöffler, Elisabeth Höngen, studio, 1955 (Decca) - premier enregistrement intégral.
- Joseph Keilberth, Orchestre d'État de Bavière, Ingrid Bjoner, Jess Thomas, Inge Borkh, Dietrich Fischer-Dieskau, Martha Mödl, Deutsche Grammophon, live, Munich, 1963 (Deutsche Grammophon, réédition Brilliant Classics).
- Herbert von Karajan, Orchestre de l'Opéra d'État de Vienne, Leonie Rysanek, Jess Thomas, Christa Ludwig, Walter Berry, Grace Hoffman, live, Vienne, Staatsoper, 11 juin 1964 (Deutsche Grammophon).
- Karl Böhm, Orchestre philharmonique de Vienne, Leonie Rysanek, James King, Birgit Nilsson, Walter Berry, Ruth Hesse, live, 1977 (Deutsche Grammophon).
- Wolfgang Sawallisch, Orchestre symphonique de la Radiodiffusion bavaroise, Cheryl Studer, René Kollo, Ute Vinzing, Alfred Muff, Hanna Schwarz, studio, 1987 (EMI).
- Georg Solti, Orchestre philharmonique de Vienne, Julia Varady, Plácido Domingo, Hildegard Behrens, José van Dam, Reinhild Runkel, studio, 1991 (Decca).
- Georg Solti, Orchestre philharmonique de Vienne, Cheryl Studer, Thomas Moser, Éva Marton, Robert Hale, Marjana Lipovšek, mise en scène de Götz Friedrich, Festival de Salzbourg, enregistrement vidéo, 1992 (DVD Decca).

## Die Frau ohne Schatten, conte d'Hofmannsthal
La Femme sans ombre (conte) (de) (Die Frau ohne Schatten) est aussi un conte de l'écrivain Hugo von Hofmannsthal, paru en 1919 chez S. Fischer à Berlin. Il a été traduit de l'allemand par Jean-Yves Masson et est paru aux éditions Verdier en 1992.